# John Spence
John Spence (ur. 3 lutego 1969, zm. 21 grudnia 1987 w Anaheim) – założyciel i pierwszy wokalista amerykańskiego zespołu No Doubt. Popełnił samobójstwo. John Spence zastrzelił się w parku Anaheim. Krótko po jego śmierci członkowie zespołu rozważali zakończenie działalności, jednak postanowili grać dalej, „gdyż tego chciałby John”. Zespół nagrał demo piosenki „Dear John” napisanej przez Alana Meade, jednakże piosenka nie została nigdzie wydana. Nieoficjalnie mówi się, że śmierć Johna zainspirowała nazwę dla albumu Tragic Kingdom.